# Gisela Kallenbach
Gisela Kallenbach (ur. 28 marca 1944 w Soldinie) – niemiecka polityk, posłanka do Parlamentu Europejskiego w latach 2004–2009, działaczka partii Zielonych.

## Życiorys
Z wykształcenia inżynier, po ukończeniu Fachhochschule od 1969 pracowała jako asystentka i kierownik laboratorium. W 1990 wybrana na radną rady miejskiej w Lipsku, w tym samym roku podjęła pracę referenta w miejskim departamencie ochrony środowiska. Zajmowała to stanowisko do 2000 i ponownie w latach 2003–2004. W międzyczasie przebywała w Kosowie, pracując w administracji lokalnej organizowanej przez misję ONZ.
Zaangażowana w działalność licznych organizacji pozarządowych. W 1992 przystąpiła do Zielonych. W wyborach w 2004 uzyskała mandat posłanki do Parlamentu Europejskiego. Zasiadała w Komisji Rozwoju Regionalnego, a także w grupie Zielonych i Wolnego Sojuszu Europejskiego. W 2009 została wybrana w skład landtagu Saksonii.